# 風合瀬駅
風合瀬駅（かそせえき）は、青森県西津軽郡深浦町大字風合瀬字上砂小川（かみすなこがわ）にある、東日本旅客鉄道（JR東日本）五能線の駅である。難読駅名でもある。

## 歴史
- 1954年（昭和29年）11月20日：開業[2][3]。
- 1987年（昭和62年）4月1日：国鉄分割民営化により、JR東日本の駅となる[3]。
- 2010年（平成22年）4月1日：深浦駅から五所川原駅に管理駅が変更となる。
- 2024年（令和6年）10月1日：えきねっとQチケのサービスを開始[1][4]。

## 駅構造
単式ホーム1面1線を持つ地上駅である。弘前統括センター（五所川原駅）管理の無人駅で、日本海に面した場所にある。
駅舎はなく小さな待合室があり、待合室には男女共用の汲み取り式トイレを併設している。構内に防風林がある。

## 駅周辺
- 国道101号
- 手岬川
- 風合瀬海水浴場

## 隣の駅
東日本旅客鉄道（JR東日本）
■五能線
□快速
通過　
■普通
驫木駅 - 風合瀬駅 - 大戸瀬駅